# オールラウンド
株式会社オールラウンドは、日本の芸能プロダクション。

## 概要
2016年設立。社長の阿木武史は渡辺プロダクション出身で、その後イーストグループのオーケープロダクション・ノースプロダクションの社長を務めていた。その関係で、両社に所属経験のある芸能人を多く抱えている。

## 主な所属タレント
- 室井佑月（オーケープロダクションより移籍）
- 広瀬修一（同上）
- 槙原寛己（ノースプロダクションより移籍）
- 薬丸裕英（同上）
- 福澤朗（同上、元：日本テレビ）
- 眞鍋かをり（同上）
- 寺川奈津美（ウイングより移籍）
- 薬丸秀美
- 砂守岳央
- 笠井信輔（元：フジテレビ）
- 大空幸星（NPO法人「あなたのいばしょ」理事）
- 結城豊弘（元：読売テレビ、アナウンサー→ディレクター・プロデューサー）
- 永井みゆき（所属開始時期不明）

## 過去の所属タレント
- 小倉智昭（オーケープロダクションより移籍、元：東京12チャンネル）